# Xã Tamworth, Quận Faulk, Nam Dakota
Xã Tamworth (tiếng Anh: Tamworth Township) là một xã thuộc quận Faulk, tiểu bang Nam Dakota, Hoa Kỳ. Năm 2010, dân số của xã này là 84 người.